# Artillery
Artillery är ett danskt thrash metal-band, bildat 1982 av Carsten Nielsen och Jørgen Sandau.
Bandets fullängdsalbum, My Blood, gavs ut 14 mars 2011.

## Medlemmar
Nuvarande medlemmar
- Michael Stützer – sologitarr (1982–1991, 1998–2000, 2007– )
- Peter Thorslund – basgitarr (1988–1991, 2007– )
- Josua Madsen – trummor (2012– )
- Michael Bastholm Dahl – sång (2012– )
- Kræn Meier – gitarr (2019– )

Tidigare medlemmar
- Morten Stützer – basgitarr (1982–1988, 1999), sologitarr (1989–1991, 1998–2000, 2007–2017)
- Carsten Nielsen – trummor (1982–1991, 2007–2012)
- Jørgen Sandau – gitarr (1982–1986, 1988)
- Per Onink – sång (1982–1983)
- Carsten Lohmann – sång (1983–1984)
- Flemming Rönsdorf – sång (1984–1986, 1988–2004)
- Henrik Quaade – trummor (1986, 1991)
- Michael "Romchael" Nielsen – basgitarr (1989)
- Benny Dallschmidt – trummor (1991)
- John Mathiassen – sång (1991)
- Samir Belmaati – gitarr (1992)
- Mickey Finn – sång (1992)
- Sven Olsen – trummor (studio) (1998; död 2013)
- Per M. Jensen – trummor (1999)
- Mikael Ehlert Hansen – basgitarr (studio) (2004)
- Anders Gyldenøhr – trummor (studio) (2004)
- Søren Nico Adamsen – sång (2007–2012)

Turnerande medlemmar
- Rune Gangelhof – gitarr (2014–?)
- Andrey "Archont" Fedorenko – sång (2016–?)
- Pedro Kaluf – sång (2016)
- Tobias Nefer – basgitarr (2016– )
- Søren Nico Adamsen – sång (2016, 2017– )
- Danni Jelsgaard – trummor (2017)
- Kræn Meier – gitarr (2017–2019)

## Diskografi
Studioalbum
- 1985 – Fear of Tomorrow
- 1987 – Terror Squad
- 1990 – By Inheritance
- 1999 – B.A.C.K.
- 2009 – When Death Comes
- 2011 – My Blood
- 2013 – Legions
- 2016 – Penalty by Perception
- 2018 – The Face of Fear

Livealbum
- 2008 – One Foot in The Grave - The Other In The Trash

Samlingsalbum
- 1990 – Terror Squad / Fear of Tomorrow
- 1998 – Deadly Relics
- 2007 – Through the Years (4CD box)
- 2019 – In the Trash

Video
- 2008 – One Foot in the Grave, the Other One in the Trash (DVD+CD)